# Câmara Municipal de São Paulo
Câmara Municipal de São Paulo é o órgão legislativo do município de São Paulo, no Brasil. Desde a 11ª Legislatura (1993-1997), é composto por 55 vereadores, número máximo estabelecido pela Constituição de 1988. Considerada a maior casa legislativa municipal do Brasil, foi criada em 1560 e é também uma das mais antigas. Sua sede atual, conhecida como Palácio Anchieta, fica no centro da cidade, no Viaduto Jacareí nº 100, e foi inaugurada em 7 de setembro de 1969.

## História

### Século XVI e XVII
A criação da Câmara, importante marco da história da cidade de São Paulo, se deu por ato régio quando da criação da Vila de São Paulo de Piratininga, por ordem do governador-geral Mem de Sá, em 1560. As reuniões do Concelho, na época ocasionais, se davam na residência de um dos vereadores, uma vez que o paço municipal só viria a ser construído em 1575. Assim como em todo o Império Português, o funcionamento da Câmara era objeto de correições periódicas em que juízes togados examinavam a documentação e aferiam o cumprimento das Ordenações Manuelinas (depois de 1618, as Ordenações Filipinas).
De acordo com a tradição ibérica, as antigas Câmaras exerciam, simultaneamente, os três poderes, legislativo, executivo e judiciário, conforme as Ordenações Filipinas, Título LXVI (Dos Vereadores):
Aos Vereadores pertence ter carrego [cargo] de todo o regimento da terra e das obras do Concelho, e de tudo o que poderem saber, e entender, porque a terra e os moradores della possam bem viver, e nisto hão de trabalhar. E se souberem que se fazem na terra malfeitorias, ou que não he guardada pela Justiça, como deve, requererão aos Juízes, que olhem por isso. E se o fazer não quizerem, façam-no saber ao Corregedor da Comarca, ou a Nós.

#### As Atas da Câmara
As atas da Câmara são fontes importantes para reconstruir a história da cidade, e estão hoje no Arquivo Histórico Municipal Washington Luís. Foram traduzidas e publicadas no começo do século XX pelo então prefeito Washington Luís. O tomo mais antigo sobrevivente é de 1562, como explica Taunay (1920):
De 1560 data, pois, a vida municipal de que deveriam constar os primeiros documentos comprobatórios se do arquivo da Câmara, não houvesse desaparecido o primeiro tomo das Atas, em época em que não é possível fixar, diz o Sr. Manuel Alves de Souza, um dos tradutores desses papéis de tão difícil leitura. Leu-o Azevedo Marques e Cândido Mendes de Almeida também o percorreu pouco antes de 1880. Não há 40 anos, ainda, foi subtraído o tão precioso livro... após uma permanência de mais de três séculos no arquivo paulistano.
Para o período mais próximo da fundação do povoamento de José de Anchieta, há as Actas de Santo André da Borda do Campo, levadas à Piratininga em 1560. Como os primeiros habitantes de São Paulo de Piratininga, uma vila isolada no planalto, não tinham grande educação formal, os manuscritos são de difícil leitura e interpretação:
À primeira vista nem parecem as Atas da Câmara de São Paulo quinhentistas, escritas não em português, mas em idioma lusitaniforme, áspero e grosseiro, em que a grafia extravagante das palavras se une à confusão dos conceitos, às ambuiguidades da frase, à ausência de pontuação senão, frequentemente de termos indispensáveis à oração. Percorre-se toda a escala de atentados à gramática num estilo (?) bárbaro e tão cheio de vícios que torna os documentos de penosa leitura.
Já no século XIX, com a riqueza do café, vê-se algumas demonstrações de ostentação, como as capas dos tomos das atas com as letras folheadas a ouro.

### Período imperial

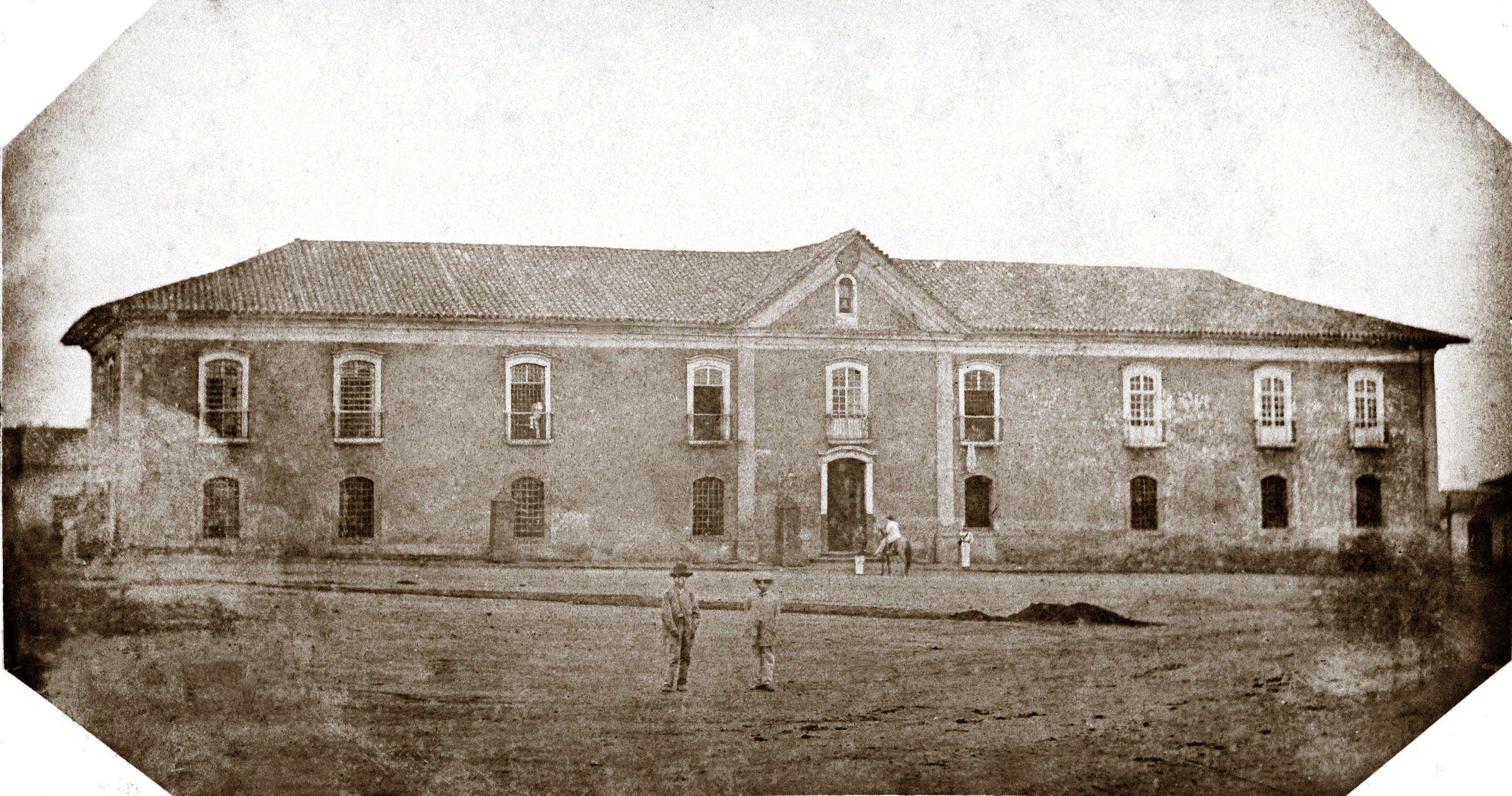
Palacete da sede em 1862 em fotografia de Militão Augusto de Azevedo.

Já no período imperial, já sob a Constituição de 1824 e Lei de 1 de outubro de 1828, as primeiras eleições para vereador em São Paulo ocorreram em 1 de fevereiro de 1829, e a primeira sessão realizada no dia 22, presidida pelo juiz de fora da comarca. Os nove vereadores eleitos para o período 1829-1830 foram: sargento-mor José Manoel da Luz, presidente; alferes, José Manoel da França; capitão Antonio Bernardes Bueno da Veiga que, por ser idoso e doente, pediu escusas, sendo substituído pelo suplente, Pe. Ildefonso Xavier Ferreira; tenente Joaquim Antônio Alves Alvim; Cândido Gonçalves Gomide; capitão Francisco Mariano Galvão Bueno; sargento-mor Antônio Cardoso Nogueira.

### Período republicano
Proclamada a República, a Câmara foi dissolvida pelo Ato n 26 de 10 de janeiro de 1890, e nomeado um Conselho de Intendência Municipal. Os vereadores depostos drs. Francisco de Penaforte Mendes de Almeida, José Evaristo Alves da Cruz e Vicente Ferreira da Silva consignaram protesto contra o ato de dissolução da Câmara "por ser um golpe no regime municipal, fundamento e origem das liberdades políticas do cidadão". No dia 13 foram empossados no Conselho de Intendência Antônio Pais de Barros, Cândido Franco de Lacerda, Dr. Clementino de Souza e Castro, Dr. José Álvares Rubião Júnior, João Batista de Melo Oliveira, Joaquim Paião, José Hipólito da Silva Dutra, Dr. Luís Anhaia Melo e Manoel Lopes de Oliveira.

## Composição

### Eleição
Os vereadores são eleitos por meio de sistema proporcional de lista aberta. As vagas são distribuídas pelos partidos proporcionalmente ao total de votos para vereador de cada partido (somando os votos em legenda e os votos nominais em todos os candidatos do partido). Cada bancada partidária é então ocupada pelos candidatos de acordo com a ordem dos mais votados do partido. A última eleição ocorreu em 06 de outubro de 2024.

## Lideranças
Os partidos representados na Câmara podem se agrupar em blocos ou permanecer independentes. Cada bloco ou partido isolado pode indicar uma liderança. Além disso, o prefeito de São Paulo pode indicar uma liderança de Governo. A composição atual de blocos e lideranças é a seguinte:
| Lideranças (2025)                   | Lideranças (2025)               | Lideranças (2025)               | Lideranças (2025)               | Lideranças (2025)               | Lideranças (2025)               | Lideranças (2025)               |
| Representação - Poder Executivo     | Representação - Poder Executivo | Representação - Poder Executivo | Representação - Poder Executivo | Representação - Poder Executivo | Representação - Poder Executivo | Representação - Poder Executivo |
| ----------------------------------- | ------------------------------- | ------------------------------- | ------------------------------- | ------------------------------- | ------------------------------- | ------------------------------- |
| Líder do Governo                    | Líder do Governo                | Líder do Governo                | Líder do Governo                | Fabio Riva (MDB)                | Fabio Riva (MDB)                | [ 8 ]                           |
| Representações - Partidos Políticos |                                 |                                 |                                 |                                 |                                 |                                 |
| Partido                             | Partido                         | Federação                       | Assentos                        | Líder                           | Posição                         | Ref.                            |
|                                     | PT                              | FE Brasil                       | 8                               | Luna Zarattini                  | Oposição                        | [ 9 ]                           |
|                                     | MDB                             |                                 | 7                               | Marcelo Messias                 | Governo                         | [ 9 ]                           |
|                                     | UNIÃO                           | 7                               | Silvão Leite                    | Governo                         |                                 | [ 9 ]                           |
|                                     | PL                              | 7                               | Sonaira Fernandes               | Governo                         |                                 | [ 9 ]                           |
|                                     | PODE                            | 6                               | Danilo do Posto de Saúde        | Governo                         |                                 | [ 9 ]                           |
|                                     | PSOL                            | Fed. PSOL Rede                  | 6                               | Toninho Vespoli                 | Oposição                        | [ 9 ]                           |
|                                     | PP                              |                                 | 4                               | Dr. Murillo Lima                | Governo                         | [ 9 ]                           |
|                                     | PSD                             | 3                               | Thammy Miranda                  | Governo                         |                                 | [ 9 ]                           |
|                                     | REP                             | 2                               | Sansão Pereira                  | Governo                         |                                 | [ 9 ]                           |
|                                     | PSB                             | 2                               | Eliseu Gabriel                  | Independente                    |                                 | [ 9 ]                           |
|                                     | NOVO                            | 1                               | Cris Monteiro                   | Independente                    |                                 | [ 9 ]                           |
|                                     | REDE                            | Fed. PSOL Rede                  | 1                               | Marina Bragante                 | Oposição                        | [ 9 ]                           |
|                                     | PV                              | FE Brasil                       | 1                               | Tripoli                         | Oposição                        | [ 9 ]                           |

## Mesa Diretora e Corregedoria

### Mesa Diretora
A Mesa Diretora dirige os trabalhos legislativos e os serviços administrativos da Câmara. O presidente e o 1º vice-presidente não podem fazer parte de nenhuma Comissão Permanente. Os membros da Mesa são eleitos a cada ano no dia 15 de dezembro e tomam posse no dia 1º de janeiro do ano seguinte.

#### Composição da Mesa Diretora (2025)
| Cargo              | Parlamentar                |
| ------------------ | -------------------------- |
| Presidente         | Ricardo Teixeira (UNIÃO)   |
| 1ª Vice-Presidente | João Jorge (MDB)           |
| 2º Vice-Presidente | Isac Félix (PL)            |
| 1º Secretário      | Hélio Rodrigues (PT)       |
| 2º Secretário      | Dr. Milton Ferreira (PODE) |
| 1º Suplente        | Edir Sales (PSD)           |
| 2º Suplente        | Major Palumbo (PP)         |

### Corregedoria
A Corregedoria é responsável por observar preceitos de ética e decoro parlamentar dos vereadores. É a instância que recebe e apura as denúncias contra vereadores que atentarem contra esses preceitos, e define as sanções cabíveis. Sanções mais brandas são aplicadas por deliberação da maioria dos membros da Corregedoria. Nos casos de suspensão temporária de mandato, é necessário aprovação de 3/5 do Plenário da Câmara; nos casos de perda de mandato, é necessária uma maioria de 2/3 do Plenário. A Corregedoria é composta do corregedor geral, eleito a cada dia 15 de dezembro, e outros 6 membros, indicados pelos partidos de maneira proporcional às bancadas partidárias.

#### Composição da Corregedoria (2025)
| Cargo            | Parlamentar                   |
| ---------------- | ----------------------------- |
| Corregedor-Geral | Rubinho Nunes (UNIÃO)         |
| Membros          | Alessandro Guedes (PT)        |
| Membros          | Aurélio Nomura (PSD)          |
| Membros          | Gilberto Nascimento Jr (PL)   |
| Membros          | Luana Alves (PSOL)            |
| Membros          | Marlon Luz (MDB)              |
| Membros          | Sansão Pereira (Republicanos) |

## Comissões

### Comissões Permanentes

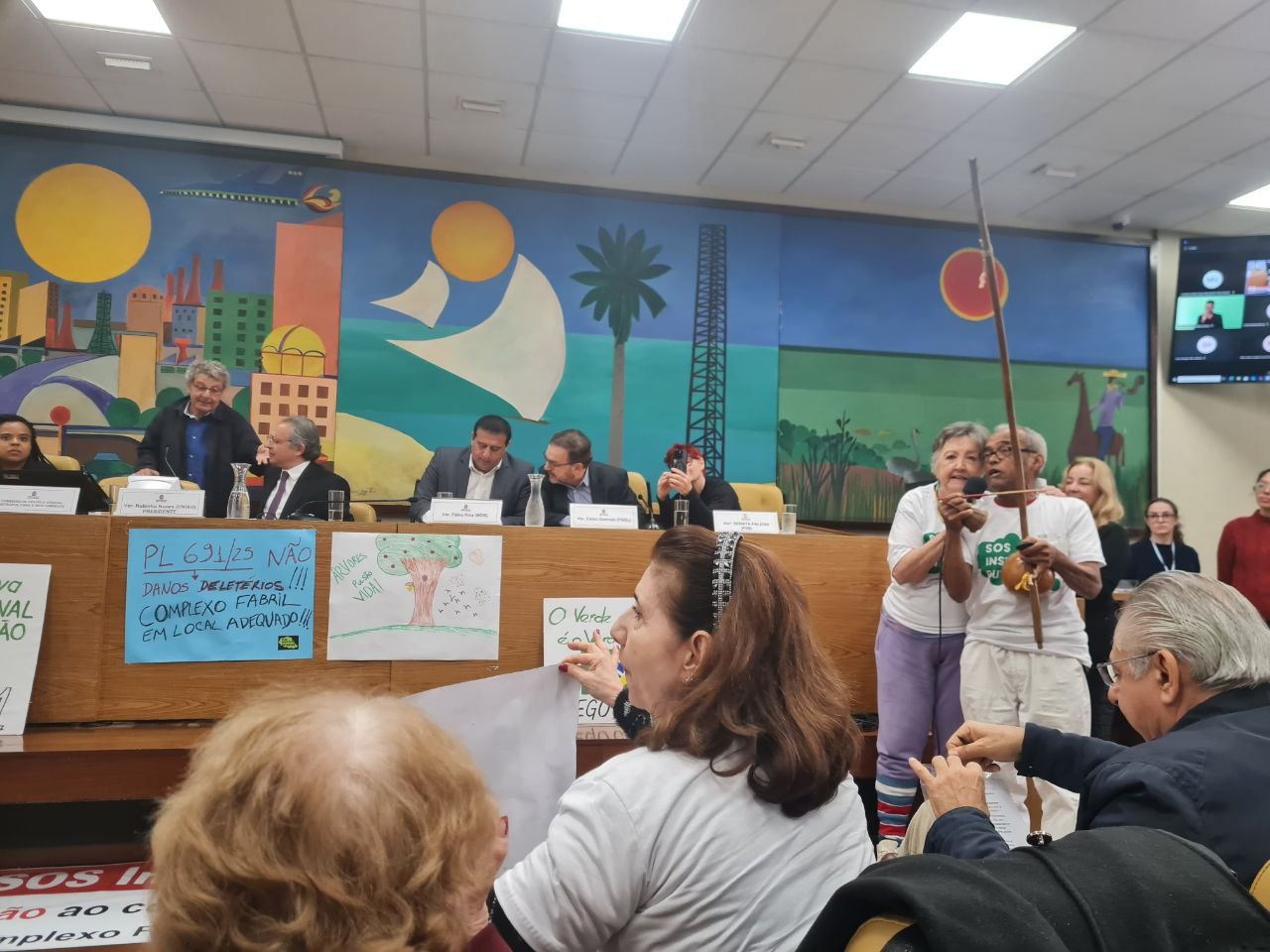
Audiência pública organizada por Comissão Permanente, com participação de municípes, como Dinho Nascimento ao berimbau, e vereadores, como Nabil Bonduki dialogando com Esper Kallás.

As Comissões Permanentes têm caráter técnico legislativo e têm a competência de analisar, promover estudos e pesquisas, realizar audiências públicas, fiscalizar e convocar responsáveis pela administração direta ou indireta para prestar informações sobre assuntos inerentes às suas atribuições, emitir pareceres e votar projetos submetidos à sua análise.
A Comissão de Constituição, Justiça e Legislação Participativa tem importância especial, pois deve opinar sobre o aspecto constitucional, legal e regimental de todas as proposições, que só poderão continuar a tramitar na Câmara depois desse parecer. A Comissão de Finanças e Orçamento também é particularmente importante, pois por ela passam, além dos projetos relacionados a tributos, as leis orçamentárias do município, os créditos adicionais à prefeitura e as contas anuais do prefeito, da Mesa Diretora da Câmara e do Tribunal de Contas do Município. Essas duas comissões têm 9 membros cada, enquanto as demais são temáticas e possuem 7 membros.
| Comissão                                                                            | Membros | Presidente             | Vice-presidente              |
| ----------------------------------------------------------------------------------- | ------- | ---------------------- | ---------------------------- |
| Comissão de Constituição, Justiça e Legislação Participativa                        | 9       | Sandra Santana (MDB)   | Thammy Miranda (PSD)         |
| Comissão de Finanças e Orçamento                                                    | 9       | Jair Tatto (PT)        | Ana Carolina Oliveira (PODE) |
| Comissão de Política Urbana, Metropolitana e Meio Ambiente                          | 7       | Rubinho Nunes (UNIÃO)  | Dr Murilo Lima (PP)          |
| Comissão de Administração Pública                                                   | 7       | Edir Sales (PSD)       | Amanda Vetorazzo (UNIÃO)     |
| Comissão de Trânsito, Transporte, Atividade Econômica, Turismo, Lazer e Gastronomia | 7       | Senival Moura (PT)     | Pr. Sandra Alves (PL)        |
| Comissão de Educação, Cultura e Esportes                                            | 7       | Sonaira Fernandes (PL) | Cris Monteiro (Novo)         |
| Comissão de Saúde, Promoção Social, Trabalho e Mulher                               | 7       | Ely Teurel (MDB)       | Simone Ganem (PODE)          |

### Comissões Extraordinárias
As Comissões Extraordinárias promovem estudos e debates nas respectivas áreas de atuação, além de avaliar e promover políticas públicas nesses assuntos. Não emitem pareceres sobre projetos legislativos, servindo mais como espaços de discussão e fiscalização.
- Apoio ao Desenvolvimento do Turismo, do Lazer e da Gastronomia,
- Relações Internacionais,
- Direitos Humanos e Cidadania,
- Defesa dos Direitos da Criança, do Adolescente e da Juventude,
- Idoso e de Assistência Social,
- Segurança Pública,
- Meio Ambiente e Direitos dos Animais,
- Inovação, Tecnologia e Cidade Inteligente.

### Comissões Parlamentares de Inquérito
As Comissões Parlamentares de Inquérito (CPI) se destinam à apuração de fato determinado ou denúncia, em matéria de interesse do Município, sempre que essa apuração exigir, além dos poderes das Comissões Permanentes, poderes de investigação próprios das autoridades judiciais. Devido à pandemia de COVID-19, as CPI instaladas em março de 2021 ficaram suspensas até setembro, quando de fato começaram as atividades. 

## Controvérsias

### Defesa da escravidão indígena
A Câmara Municipal de São Paulo e a Igreja Católica foram duas instituições que se estabeleceram na vila de São Paulo de Piratininga a partir do século XVI com o objetivo de garantir a tradição e a viabilidade da colonização portuguesa no planalto paulista.
Todavia, durante o Brasil Colônia, uma característica da Câmara Municipal que a diferenciava da Igreja Católica eram os conflitos entre as duas instituições sobre a situação dos indígenas, litígio que era acirrado pela ambiguidade como a Coroa portuguesa tratava a questão.
Enquanto a Câmara Municipal de São Paulo servia como instrumento de defesa do direito de exploração do trabalho indígena por meio da escravidão dos indígenas, chamados na época de "negros da terra", portanto, fortemente comprometida com a afirmação dos interesses das elites locais paulistanas, que tinha bandeirantes escravistas entre seus membros; a Igreja Católica, representada principalmente pela presença da Companhia de Jesus, posicionava-se contrária à escravização indígena.
Por este motivo, durante o período colonial, foram comuns os conflitos entre os vereadores escravistas e os clérigos catequistas envolvendo o status jurídico dos indígenas.

### Supersalários
Em março de 1999, veio à público uma reportagem da Folha de S.Paulo que relatava que a Câmara Municipal de São Paulo pagava supersalários a seus vereadores, assessores parlamentares e demais funcionários. Presidida pelo vereador Armando Mellão Neto (PPB), vinculado ao então prefeito Celso Pitta (PTN), foi noticiado que ela pagava a vários assessores parlamentares no cargo de diretor um salário líquido em torno de R$ 14 mil, em uma época em que o teto do funcionalismo, que era remuneração total do Presidente da República, estava no valor de R$ 8 500,00 (oito mil e quinhentos reais), enquanto o salário mínimo no período era de R$ 130,00 (cento e trinta reais).
O valor exagerado também se aplicava à verba de gabinete destinada a cada vereador para a contratação de assessores, pois a verba dos vereadores paulistanos na época era de R$ 93 mil. Ocorre que, em 1999, a Câmara dos Deputados estabelecia o limite de R$ 20 mil de verba para os deputados federais contratam assessores, enquanto que o Senado Federal impunha o limite de R$ 51 mil de verba de gabinete para seus senadores.
Na época, o valor alto destinado para verba de gabinete dos vereadores atraiu desconfiança da opinião pública paulistana pelo fato de que havia uma investigação para apurar denúncias de que vereadores ficavam ilegalmente com parte do salário pago aos seus funcionários, ilegalidade conhecida posteriormente como rachadinha.

### Acusação de perseguição a religiosos por meio de CPI
Em janeiro de 2024, a CNN Brasil noticiou que a Câmara de Vereadores paulistana iria instalar uma CPI sobre as ONGs que atuavam no Centro de São Paulo com o propósito de investigar a atuação do padre Júlio Lancellotti que distribui alimentos para moradores de rua na Cracolândia.
De acordo com o autor do requerimento de abertura da CPI, o vereador Rubinho Nunes (União Brasil), vinculado ao MBL, inicialmente seriam investigadas duas organizações: o Centro Social Nossa Senhora do Bom Parto (Bompar), vinculado à Pastoral do Menor e a Craco Resiste; além de citar que um dos primeiros convocados para depor seria o padre Júlio Lancellotti, afirmando: “Ele capitaneia tudo isso, então ele é uma figura que vai ser convocada tão logo a CPI seja instalada”. Ainda segundo esse vereador, o requerimento desta CPI teria obtido 25 assinaturas, número superior ao mínimo considerando que uma CPI necessita de 1/3 (um terço) de assinaturas dos vereadores para ser instaurada, ou seja, bastavam 19 vereadores assinarem. Todavia, a imprensa da época somente conseguiu identificar 22 vereadores das 24 assinaturas existentes no requerimento.
Parte dos vereadores classificam essa CPI como um ato de perseguição ao padre Júlio Lancellotti, com o próprio padre Lancellotti afirmando que apesar de considerar legítima a abertura de CPI's, ele afirmou não pertencer a nenhuma organização da sociedade civil (OSC) e que as ações da Pastoral do Povo da Rua de São Paulo estão submetidas à Arquidiocese de São Paulo. A Arquidiocese de São Paulo publicou nota repudiando a referida CPI e informando que “acompanha com perplexidade” a tentativa de sua abertura para investigar o padre Júlio Lancellotti, além de questionar a coincidência dessa exploração política do tema da Cracolândia em um ano de eleições municipais.
Sobre esse episódio, o jurista André Jorgetto afirma que, apesar da Câmara Municipal possuir poderes investigatórios fundamentais em um estado de direito, esta CPI poderia ser um possível caso de abuso de autoridade em que se faz uso da imagem pública do padre, conhecido por fornecer comida a moradores de rua como bode expiatório do problema da Cracolândia em um ato com motivação exclusivamente política. Enquanto o cientista político Cláudio Gonçalves Couto, professor da FGV-SP, classifica esse caso como uma manifestação de aporofobia e que essa comissão parlamentar deveria se chamar de "CPI da Infâmia".
Diante da repercussão do caso na opinião pública, até o dia 4 de janeiro de 2024, quatro vereadores dos subscritores originais do requerimento decidiram retirar suas assinaturas: Sidney Cruz (Solidariedade), Sandra Tadeu (União Brasil), Thammy Miranda (PL) e Xexéu Tripoli (PSDB).